# La Chute des damnés
La Chute des damnés est un tableau peint par Dirk Bouts vers 1470. Le tableau est conservé au palais des Beaux-Arts de Lille.

## Histoire
Le tableau provient d’un triptyque du Jugement dernier commandé par la ville de Louvain à Dirk Bouts en 1468. Seuls les deux panneaux latéraux sont parvenus jusqu'à nous : à gauche, L'Ascension des élus figurant le paradis et à droite, La Chute des damnés figurant l'enfer. Les sujets du paradis et de l’enfer sont traités d’après la Bible, aux chapitres relatant la Genèse (2, 10) et l’Apocalypse, et un manuscrit irlandais du XIVe siècle, le Purgatoire de Saint Patrick écrit par Bérol, qui raconte le voyage légendaire du chevalier Owein dans l’au-delà.

## Description
En haut du tableau, les corps des damnés sont jetés par des diables chauves-souris. Ils tombent sur des rochers aiguisés, aux lignes tranchantes, dans un clair-obscur qui s’oppose au monde peint sur le panneau du Paradis. À leurs côtés, des tortues volantes tombent du ciel dans le lac gelé où les attendent d'autres monstres. Au fond à gauche, l’un des supplices décrits par Owein est représenté sous la forme d'une roue hérissée de crochets ardents où sont suspendus des corps écrasés par son poids. Juste au-dessous à gauche, dans une grotte, les damnés brûlent dans les flammes de l’Enfer. Ils y sont jetés par des démons aux yeux brillants portant cornes, griffes ou dents aiguisées, qui semblent s’amuser dans cette cohue. Elle atteint son paroxysme au premier plan où les corps nus des damnés expriment toute l’horreur de leur condition et des sévices qu’ils subissent. Les femmes poussent des hurlements et certains hommes tentent encore de s’échapper.
Bouts joue sur la composition descendante, les couleurs sombres et hostiles de l'environnement minéral, la blancheur des corps tordus par l'effroi et la douleur, le contraste des matières et la sensation de grouillement pour accentuer le caractère dramatique de la scène.

## Postérité
Le tableau fait partie des « 105 œuvres décisives de la peinture occidentale » constituant le musée imaginaire de Michel Butor.